# Бутевич, Анатолий Иванович
Анато́лий Ива́нович Буте́вич (бел. Анатоль Іванавіч Бутэвіч, род. 15 июня 1948, хут. Язовец, Несвижский район, Минская область; Псевдонимы: Максим Волошка, Анатоль Боярский, Миша Олимпик) — белорусский государственный деятель, дипломат, писатель, публицист, критик, переводчик.

## Биография
Родился в крестьянской семье на хуторе Язовец, Несвижского района. Вместе с отцом в 1956 году переселился в д. Бояры того же района. Учился в Велико-Липской восьмилетней школе. Закончил Сновскую среднюю школу Несвижского района (1966).
Окончил отделение белорусского языка и литературы филологического факультета Белорусского государственного университета в 1971 году. Работал редактором Белорусского телеграфного агентства (1971—1973), заместителем редактора газеты «Чырвоная змена» (1975—1979), директором республиканского издательства «Мастацкая літаратура» (1986—1987), в ЦК ЛКСМБ (1973—1975, 1979—1980) и ЦК КПБ (1980—1986, 1987—1990).Председатель Государственного комитета по печати (1990—1992), министр информации (1992—1994), министр культуры и печати Республики Беларусь (1994—1996). В 1996—1998 — Генеральный консул Республики Беларусь в Гданьске. В 1998—2000 Чрезвычайный и Полномочный Посол Республики Беларусь в Румынии. В 2000—2008 — советник председателя «Межторгбанка». В январе-мае 2009 — главный специалист управления искусств Министерства культуры Республики Беларусь. Имеет дипломатический ранг Чрезвычайного и Полномочного Посла Республики Беларусь. Кандидат наук в области информационных технологий.
Член Союза белорусских писателей с 1994 года, член Белорусского союза журналистов с 1972 года. Печататься начал в 1969 году. Работает в области детской и исторической литературы, публицистики, критики, переводит с польского, русского, украинского языков на белорусский, с белорусского на русский. Его произведения переводились на польский, румынский, болгарский языки.
Живет в Минске. Имеет троих детей.

## Творчество
Работает в сфере детской литературы, исторической, публицистики, критики, в области переводов. Начал печататься 1969 году. Переводит с польского, русского, украинского языка на белорусский, с белорусского на русский. Его произведения переводились на польский, румынский, болгарский язык.

### Произведения
- «Приключения листика-карунчыка». Сказки. Минск, 1997
- «Приключения шаловливой Риски». Сказки. Минск, 1999
- «Расстайный пах осота». Повесть, рассказ. Минск, 2000
- «Как океан с капелькой боролся». Сказки. Минск, 2003
- «Мирский замок». Минск, 2003
- «Приключенияия вируса Шкоди». Мінск, 2009
- Серия «Семь чудес Беларуси»:
  - «В гостях у вечности». Минск, 2001
  - «Колокола Немиги». Минск, 2002
  - «За завесой истории». Минск, 2003
  - «Вечный зов Родины». Минск, 2004
  - «Славные родом своим». Минск, 2006
  - «Перунового племени дети». Минск, 2008
  - «На ладонях вечности» (совместно В.Яговдиком). Минск, 2009
- «Под небом белорусского слова». Про писателей, литературу и не только. Минск, 2007
- «Раскиданное гнездо кривичской славы». Минск, 2008
- «Королева не изменяла королю, или Королевский брак в Новогрудке». Роман. Минск, 2009
- «Тайны Мирского замка. Путешествие по древней фортеции с Адамом Мицкевичем». Минск, 2011
- «Тайны Несвижского замка. Путешествие вглубь столетий с Владиславом Сырокомлей». Минск, 2013
  - «Тайны Кревского замка. Путешествие по нашей истории с Витовтом Великим». Минск, 2015
  - «Тайны Мирского замка. Путешествие по древней фортеции с Адамом Мицкевичем». Минск, 2014
  - «Тайны Несвижского замка. Путешествие вглубь столетий с Владиславом Сырокомлей». Минск, 2019
- «Я одной тебе принадлежу». Минск, 2013
- «Между Княжеством и Короной». Минск, 2013
- «Поцелуй на фоне гор». Минск, 2014
- «Волшебница Осень и Снежинка путешественница». Минск, 2015
- «Как Даник в Радзивилловское метро попал», Минск, 2016
- «Женщины из легенды», 2017
- «Молодые года — молодые желания»: Пьеса // Маладосць. 2007
- «Последнее игрище»: Повесть // Полымя. 2007
- «Заячий лес» (на румынском языке). Тимишоара, Румыния, 1999.

### Переводы на русский язык
- Липский Владимир. «Крутые версты». Повесть. Москва, 1981, Кемерово, 1982, 1989
- Липский Владимир. «Выстрелы над старым окопом». Повесть. Минск, 2007
- Капустин Аександр. «Соленая роса». Повесть. Казань, 1984
- Гигевич Василь. «Марсианское путешествие». Минск, 1992
- «Смеяться, право, не грешно». Белорусский народный юмор. Минск, 1997

### Переводы на белорусский язык
- Хемингуэй Эрнэст. «Бывай, зброя». Минск, 1996
- Олдридж Джеймс. «Паляўнічы». Минск, 1996
- Шолам Алейхем. «Тэўе-малочнік». Минск, 1992
- Лем Станислав. «Прыгоды Піркса». Минск, 1992
- Лем Станислав. «Салярыс». Минск, 1994
- Лем Станислав. «Непераможны». Минск, 2011
- Радивилл Багуслав. «Аўтабіяграфія». Минск, 2009
- Ажэшка Элиза. «Над Нёманам». Минск, 2003
- Курыльчык Ричард. «Славянскі світанак». Минск, 2007
- Курыльчык Ричард. «Нязломны з Назарэта». Минск, 2009
- Ажэшка Элиза. «Gloria victis». «Дзеяслоў», № 4, 2008
- Ажэшка Элиза. Яны. «Дзеяслоў», № 5, 2017

### Переводы пьес, которые шли в театрах Беларуси
- Сапгир С., Прокоф’еў С. Кот у ботах. 1981
- Хмелик А. А ўсё-такі яна круціцца? 1981
- Александров А. Шышок. 1982
- Гудзялис Антанас. Куды сышлі волаты? 1982
- Фрэшат Караль. Жан і Беатрыса. 2004
- Вампилов А. Мінулым летам у Чулімску. 2006
- Гольдони Карло. Слуга двух гаспадароў. 2007
- Шурпин Анатоль. Хто кахае мадам? 2008
- Лорка Ф. Дом Бернарды Альбы. 2013
- Пётр Гладилин. Афінскія вечары. 2014

## Признание
- член Белорусского союза журналистов (с 1972)
- член Союза белорусских писателей (с 1994)
- Медаль «За освоение целинных земель» (1969)
- Грамота Верховного Совета БССР (1978)
- Почётная грамота Совета Министров Беларуси (1998)
- Почетная грамота Национального собрания Республики Беларусь (2018)
- Лауреат премии Союза журналистов «Золотое перо — 2001»
- премия польского Товарищества авторов ZАiKS (за переводы с польского языка, 2004)
- Орден Светителя Кириллы Туровского Белорусской православной церкви (2008)
- Юбилейная медаль «90 лет Вооружённых сил Республики Беларусь» (2008)
- Юбилейная медаль «65 лет освобождения Республики Беларусь от немецко-фашистских захватчиков» (2009)
- Почётное звание ОО «Белорусский Союз журналистов» «Заслуженный журналист» (2008)
- нагрудный знак Министерства культуры Республики Беларусь «За вклад в развитие культуры Беларуси» (2010).
- лауреат премии имени Василя Витки журнала «Вясёлка»
- лауреат литературного конкурса «Кимерийские музы» на международном фестивале детских писателей в Феодосии,
- дипломант литературного конкурса Министерства обороны Республики Беларусь,
- лауреат Гомельской областной литературной премии имени А. Капустина.
- Член редколлегий журнала «Вясёлка», «Краязнаўчай газеты», издательской серии «Беларускі кнігазбор»,
- заместитель председателя Белорусского фонда культуры,
- глава товарищества «Беларусь — Польшча»,
- председатель общественной наблюдательной комиссии при Министерстве культуры по охране историко-культурного наследия,
- член Совета ветеранов комсомола, пионерского и молодёжного движения при ЦК БРСМ.
- Член Польско-Белорусской Совещательной Комиссии по вопросам историко-культурного наследия (с марта 2010 до марта 2014)
- член Белорусской республиканской научно-методической рады по вопросам историко-культурного наследия при Министерстве культуры Республики Беларусь (с сентября 2010),
- заместитель председателя Республиканского общественного совета по делам культуры и искусства при Совете Министров Республики Беларусь (с ноября 2010),
- член правления Белорусского товарищества дружбы и культурной связи с зарубежными странами (с октября 2012),
- член Национальной комиссии Республики Беларусь по делам ЮНЕСКО (с августа 2013),
- почётный гражданин города Несвижа (28.02.2015)
- почётный знак Белорусского фонда культуры «Рупліўцу. Стваральніку», 2017
- Почётная грамота Национального собрания Республики Беларусь (20 июля 2018)[2]
- почётный гражданин города Несвижа, 2019
- юбилейная медаль «100 год дыпламатычнай службе Беларусі», 2019